# Phlogacanthus
Phlogacanthus, biljni rod iz porodice primogovki smješten u tribus Andrographideae, dio potporodice Acanthoideae. Sastoji se od 42 vrste iz  južne Kine i tropske Azije. Tipična vrsta nije iznačena.

## Opis
Opisana je u Plantae Asiaticae Rariores 3: 76, 99. 1832.  To je zeljasto bilje, grmlje ili malo drveće s cistolitima. Lišće nasuprotno; lisna plojka velika, rub cijeli ili nejasno nazupčan. Cvatovi u završnim tirsima ili aksilarnim cimesima; brakteje male; brakteole male ili ih nema. Čaška duboko 5-režnjevita; režnjevi jednaki do nejednaki. Vjenčić cjevast, malo zakrivljen (lučan); krak (limb) podjednako 5-režnjevit ili 2-usan; donja usna 3-režnjevita, režnjevi se penju kohlearno u pupoljku; gornja usna 2-rascjepljena. Prašnici 2, umetnuti u srednji ili bazalni dio cijevi, uključeni ili ponekad malo izbačeni izvan usne vjenčića; prašnici 2-tekusni; teke jednake; staminodi 2, mali. Ovarij obično gol. Čahura linearna, 4-kutna, bazalni dio čvrst, ali nema vidljivu bazalnu peteljku; prisutna retinakula, 8-16 sjemenki. Sjemenke su lećaste, gole ili dlakave.

## Vrste
1. Phlogacanthus abbreviatus (Craib) Benoist
2. Phlogacanthus albiflorus Bedd.
3. Phlogacanthus annamensis Benoist
4. Phlogacanthus brevis C.B.Clarke
5. Phlogacanthus celebicus Backer ex Bremek.
6. Phlogacanthus changlangensis P.Lungphi, A.V.Singh & A.P.Das
7. Phlogacanthus colaniae Benoist & Benoist
8. Phlogacanthus cornutus Benoist
9. Phlogacanthus curviflorus (Wall.) Nees
10. Phlogacanthus cymosus (T. Anderson) Kurz
11. Phlogacanthus datii (Benoist) D. V. Hai, Y. F. Deng & R. K. Choudhary
12. Phlogacanthus elongatus T. Anderson
13. Phlogacanthus fuscus Lindau
14. Phlogacanthus geoffrayi Benoist
15. Phlogacanthus gomezii J. R. I. Wood
16. Phlogacanthus gracilis T. Anderson ex Burkill
17. Phlogacanthus grandis Bedd.
18. Phlogacanthus guttatus (Wall.) Nees
19. Phlogacanthus insignis Kurz
20. Phlogacanthus jenkinsii C.B.Clarke
21. Phlogacanthus kjellbergii Bremek.
22. Phlogacanthus lambertii Raizada
23. Phlogacanthus magnus (C.B.Clarke) Y.F.Deng
24. Phlogacanthus murtonii Craib
25. Phlogacanthus paniculatus (T. Anderson) J. B. Imlay
26. Phlogacanthus parviflorus T. Anderson
27. Phlogacanthus pauciflorus J. B. Imlay
28. Phlogacanthus pedunculatus J. B. Imlay
29. Phlogacanthus pochinii Raizada
30. Phlogacanthus poilanei Benoist
31. Phlogacanthus prostratus J. B. Imlay
32. Phlogacanthus pubiflorus Lindau
33. Phlogacanthus pubinervius T. Anderson
34. Phlogacanthus pulcherrimus T. Anderson
35. Phlogacanthus pyramidalis (Benoist) Benoist
36. Phlogacanthus racemosus Bremek.
37. Phlogacanthus rectiflorus J. B. Imlay
38. Phlogacanthus thyrsiformis (Roxb. ex Hardw.) Mabb.
39. Phlogacanthus tubiflorus (Buch.-Ham. ex Wall.) Nees
40. Phlogacanthus turgidus (Fua ex Hook. fil.) Lindau
41. Phlogacanthus vitellinus (Roxb.) T. Anderson
42. Phlogacanthus yangtsekiangensis (H. Lév.) C. Xia & Y. F. Deng